# Гарфорд-Путилов
«Га́рфорд-Пути́лов» (также «Га́рфорд-Пути́ловец», «Пути́лов-Га́рфорд» или просто «Га́рфорд») — тяжёлый пушечно-пулемётный бронеавтомобиль Вооружённых сил Российской империи. Разработан в начале Первой мировой войны с использованием шасси американского грузовика фирмы «Гарфорд мотор трак» Всего за период производства (1915—1916) Путиловским заводом было изготовлено 48 броневиков, активно применявшихся в ходе Первой мировой и Гражданской войн.
«Гарфорды» обладали мощным для своего класса и времени вооружением и приемлемым бронированием. Несмотря на достаточно посредственные динамические характеристики, «Гарфорды» были весьма эффективны в бою, отличались надёжностью и добротностью изготовления, что обусловило сравнительно долгий срок их службы.

## История создания
С началом Первой мировой войны прежде вялотекущие работы по созданию отечественных бронеавтомобилей резко активизировались. В итоге уже 19 сентября 1914 года на фронт отправилось первое подразделение бронеавтомобилей русской армии — 1-я автомобильная пулемётная рота, укомплектованная полностью отечественными пулемётными бронеавтомобилями «Руссо-Балт тип С». Для огневой поддержки пулемётных броневиков в первом составе роты имелось три иностранных грузовика с установленными в кузове орудиями, из них один — «Маннесманн-Мулаг» — был бронирован. Боевые действия быстро продемонстрировали высокую востребованность и эффективность пушечных бронемашин в бою, однако столь же очевидным было техническое несовершенство «Маннесманна» — по сути, грузовика с обшитым бронёй кузовом и пушкой за щитом. В итоге ГВТУ приняло решение при формировании новых автопулемётных взводов обязательно включать в их состав в дополнение к двум пулемётным ещё и пушечный бронеавтомобиль, более технически совершенный, чем «Маннесманн-Мулаг».
Вскоре, осенью 1914 года, на Путиловском заводе началось проектирование тяжёлого пушечно-пулемётного бронеавтомобиля с полноценным бронированием. Инициатором и идейным вдохновителем всего процесса создания бронеавтомобилей, вооружённых пушками, был генерал-майор Н. М. Филатов, в те годы занимавший пост начальника Офицерской стрелковой школы. По его мысли, такая машина должна была качественного усилить подразделения пулемётных броневиков на поле боя. Филатов же самолично разрабатывал проекты будущих бронемашин.

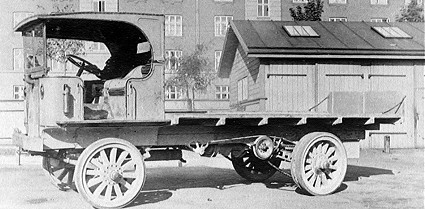
5-тонный грузовик Garford 4×2, послуживший базой для бронеавтомобиля «Гарфорд-Путилов»

 Один из его первых проектов оказался наиболее удачным. В качестве базы для бронеавтомобиля был выбран двухосный заднеприводной (4×2) 5-тонный грузовик американской фирмы Garford Motor Truck Co., специализировавшейся на постройке машин такого класса. Встречающиеся в литературе упоминания об использовании грузовика грузоподъёмностью 4 тонны не соответствуют действительности, так как фирма Garford выпускала лишь 5-, 3- и 2-тонные грузовики, причём из них только 5-тонный имел цепную передачу. Грузовик развивал максимальную скорость до 35 км/ч, собственная масса шасси (без кабины и грузовой платформы) составляла 3931 кг. «Гарфорд» привлёк внимание Филатова и других военных своей высокой грузоподъёмностью, что позволяло использовать более толстую броню и более тяжёлое вооружение, в том числе артиллерийское, а также наличием этих грузовиков «на руках» — к середине декабря 33 «Гарфорда», закупленные комиссией генерала Секретёва, уже прибыли в Петроград и «дожидались своего часа» в гараже Военной автомобильной школы. Правда, выбранная Филатовым весьма мощная артсистема — 76-мм противоштурмовая пушка образца 1910 года — предполагала значительную модификацию шасси грузовика и решение целого ряда других технических проблем.
Выбор именно этого орудия был сделан по результатам сравнительных испытаний, проведённых на полигоне Офицерской стрелковой школы 8 ноября 1914 года. Параллельно с упомянутой «трёхдюймовкой» испытывались также 37-мм автоматическая пушка Максима, 47-мм скорострельная пушка Гочкиса и 57-мм пушка Норденфельда. Пушка Максима, по сути, представлявшая собой увеличенный пулемёт Максима, не имела фугасного снаряда и предусмартивала большой расход боеприпасов, разрывной снаряд 47-мм пушки при хорошей бронепробиваемости в фугасном отношении был малоэффективен, а 57-мм орудие, ненамного более мощное, чем 47-мм, имело отдачу, разрушительную для автомобильного шасси. Что до 76-мм противоштурмовой пушки, то её мощная тротиловая граната, аналогичная снаряду полевого 3-дм орудия, ещё и «раскалывала» любую броню, «употребляемую на Театре Военных Действий», а малый откат и компактные размеры орудия облегчали её установку на бронеавтомобиль. Наконец, питание орудия осуществлялось снарядами от полевых 3-дюймовых пушек, что облегчало снабжение.
Проектирование продолжалось до конца 1914 года, а в начале января 1915 года Путиловский завод получил заказ на постройку 30 броневиков. В марте началась сборка боевых машин, и 16 апреля первый бронеавтомобиль, названный «Гарфорд-Путилов», был сдан в запасную бронероту. Через две с половиной недели, 3 мая 1915 года, после формирования экипажа, бронеавтомобиль был отправлен на Юго-Западный фронт, в распоряжение 5-го автопулемётного взвода.

## Серийное производство
Серийное производство «Гарфордов» началось на Путиловском заводе в конце марта 1915 года. Заказ ГВТУ предполагал постройку 30 бронемашин. По состоянию на 20 августа 1915 года 19 броневиков уже были сданы заказчику и ещё 11 находились в разной степени готовности. Последняя машина была сдана 28 сентября.
Кроме того, 2 сентября 1915 года Путиловский завод получил заказ на изготовление ещё 18 бронемашин, предназначенных для Морского ведомства. Эти броневики планировалось использовать для охраны морской крепости Петра Великого (г. Ревель). При этом так называемые «морские» «Гарфорды» имели ряд существенных отличий от «армейских» (см. ниже). Правда, закупленные в США дополнительные шасси добрались до Петрограда только 13 февраля 1916 года, что ощутимо затянуло сроки изготовления броневиков. В итоге выполнение заказа было начато только в марте, а последний бронеавтомобиль был сдан заказчику в первых числах декабря 1916 года.

## Описание конструкции

### Корпус и башня

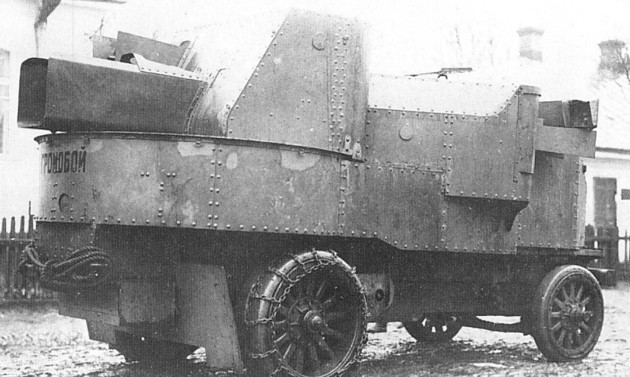
Бронеавтомобиль «Гарфорд-Путилов» «Громобой» армейской модификации после ремонта (1916 год), вид с кормы. На машине установлена дополнительная бронезащита пулемётов. Обратите внимание на цепи на задних колёсах.

Корпус бронеавтомобиля был разработан Н. М. Филатовым и имел весьма оригинальную конструкцию. При изготовлении корпуса использовались листы броневой стали производства Ижорского завода толщиной 6,5 мм (четверть дюйма). Все бронелисты подвергались предварительному обстрелу из 7,62-мм русской винтовки Мосина образца 1891 года и 7,92-мм немецкой винтовки Маузера образца 1898 года. Завод гарантировал защиту от остроконечных бронебойных винтовочных пуль уже со 150 шагов и от обычных — с 75 шагов (последующие бои показали, что броня выдерживает обстрел и на меньших дистанциях). Бронелисты крепились заклёпками к металлическому каркасу, крепившемуся к раме шасси. Преобладало вертикальное расположение бронелистов, хотя несколько элементов корпуса имели небольшой наклон.
Функционально и технологически корпус броневика подразделялся на три секции. В передней части было размещено отделение управления. Двигатель прикрывался бронекапотом, в носовой части которой имелись распашные бронедверцы для доступа к радиатору. Места водителя и командира машины находилось над двигателем и бензобаками слева и справа соответственно. Подобное расположение ключевых членов экипажа было весьма небезопасно, но позволяло сократить общую длину машины. Для наблюдения за полем боя водитель и командир имели в своём распоряжении прямоугольные смотровые лючки в переднем бронелисте, прикрываемые откидными броневыми заслонками с регулированием щели. Кроме того, круглые смотровые лючки имелись в бронедверях, расположенных в корпусе слева и справа. Наконец, ещё один люк имелся в крыше отделения управления — он использовался для наблюдения за дорогой и местностью вне боя.
В средней части корпуса находилось пулемётное боевое отделение. Слева и справа размещались небольшие бортовые спонсоны, в которых устанавливалось по одному пулемёту. Расположение спонсона обеспечивало установленному в нём пулемёту угол обстрела в пределах 110°. Свободное пространство между ними занимал ящик для 32 орудийных снарядов и необходимых инструментов.
В задней части корпуса была установлена орудийная башня цилиндрической формы с большим скошенным лобовым листом, где была размещена 76-мм пушка. Угол обстрела орудия составлял 260°. Башня крепилась к передней стенке головной части нижнего станка пушки и перемещалась по погону при помощи трёх роликов. В походном положении башня фиксировалась по оси машины при помощи двух штырей, расположенных у задних колёс. Доступ в башню осуществлялся через двустворчатый люк в её крыше. Кроме того, внизу своей кормовой части башня сообщалась с пулемётным отделением, откуда в боевой обстановке подавались снаряды и патроны к пулемёту. Помимо орудия в лобовом листе башни устанавливался третий пулемёт.
В стенках корпуса имелись небольшие амбразурки для наблюдения и стрельбы из личного оружия, прикрываемые бронезаслонками. Пулемётные амбразуры и окошко пушечного прицела также могли прикрываться бронезаслонками. Изнутри боевое отделение, во избежание поражения экипажа вторичными осколками, обшивалось войлоком и холстом. Пулемётное отделение могло отгораживаться от шофёрского шторой из парусины, а в случае необходимости — также подвесными бронещитами.

### Вооружение
Основным вооружением бронеавтомобиля «Гарфорд» являлась 76-мм противоштурмовая пушка образца 1910 года. Данное орудие представляло собой переработанный вариант 3-дюймовой горной пушки образца 1909 года, от которой новая пушка унаследовала ствол и казённую часть. Орудие было установлено на новый лафет, более лёгкий, чем у предшественницы, но, в отличие от неё, неразборный.
Серийное производство этого орудия началось на Путиловском заводе ещё в 1911 году и продолжалось до середины 1915 года. Всего за этот период было выпущено 407 орудий (в рамках двух партий). Первоначально орудия подобного типа использовались в различных фортификационных сооружениях и предназначаясь как для обороны, так и для огневой поддержки «своих» войск при вылазках. Для установки на «Гарфорд» это орудие подходило в первую очередь потому, что, обладая хорошими по тому времени баллистическими характеристиками, имело очень небольшую отдачу и откат ствола. Обычно в боекомплекте использовались снаряды от горной пушки образца 1909 года, но с уменьшенным зарядом. Максимальная начальная скорость осколочно-фугасного снаряда массой 6,5 кг составляла около 381 м/с, чего было вполне достаточно для ведения эффективного огня. В боекомплект также входила картечь с начальной скоростью около 274 м/с.
Пушка устанавливалась в кормовой части корпуса, на тумбе, изготовленной из железного листа со сварным стыком. В верхнюю часть тумбы вклёпывалась медная головка, служащая подшипником для штыря, проходящего сквозь тумбу, и одновременно — опорой для нижнего станка. Штырь служил осью вращения нижнего станка, с которым он был неподвижно связан заклёпками. Нижней опорой штыря служил бронзовый подшипник, приклёпанный к круглому месту, служащему опорой тумбы. Тумба крепилась к платформе броневика 12 болтами. Нижний станок отлит из бронзы с удлинённой хоботовой частью коробчатого сечения, на которой установлена бронзовая дуговая направляющая верхнего станка с поворотным механизмом. На верхней стенке станка, несколько выше дуговой направляющей, находилось окошко для прохода винта подъёмного механизма. Передняя стенка головной части нижнего станка имела плоский прямоугольный фланец, к которому крепилась броневая башня.
Огонь из орудия вёлся прямой наводкой с коротких остановок при помощи простого оптического прицела (никаких приспособлений для стрельбы с закрытых позиций орудие не имело). Дальность эффективной стрельбы составляла около 3000 м. Боекомплект орудия составлял 44 выстрела, из них 12 размещалось в орудийной башне, а 32 — в снарядном ящике в пулемётном отделении.
Вспомогательным вооружением служили три 7,62-мм пулемёта «Максим» образца 1910 года с водяным охлаждением ствола. Два пулемёта размещались в бортовых спонсонах, третий — в лобовом листе орудийной башни. Питание пулемётов обеспечивалось при помощи патронных лент по 250 патронов в каждой. Возимый боекомплект составлял 20 лент, что соответствует 5000 патронов.

### Двигатель и трансмиссия
Силовой установкой броневика служил бензиновый карбюраторный 4-цилиндровый двигатель воздушного охлаждения мощностью 30 л. с. (по другим данным — 35 л. с.). Коробка передач пятискоростная, четыре передачи вперёд и одна — назад. При движении вперёд броневик был способен развить максимальную скорость 18 км/ч, однако при движении задним ходом максимальная скорость составляла лишь 3 км/ч.
Последнее было сочтено серьёзной проблемой, так как тактика использования бронеавтомобилей того времени предполагала выдвижение задним ходом к переднему краю позиций противника, его обстрел и последующий отход назад, на исходные позиции (по этой же причине размещение орудий в кормовой части машины считалось предпочтительным). Следовательно, необходимо было обеспечить машине достаточную скорость перемещения в обоих направлениях. В этих целях в трансмиссии устанавливалась специальная реверсивная муфта, управляемая рычагом с места водителя. С помощью этой муфты при необходимости осуществлялось полное реверсирование КПП — все четыре передние передачи становились задними, а задняя передача — передней. Для движения задним ходом водитель броневика пользовался «зеркальным смотровым прибором», расположенным в правой части кабины и действовавшим по принципу перископа (в реальной боевой обстановке оказался неэффективен).
Пуск двигателя мог производиться как снаружи машины при помощи рукоятки, так и изнутри посредством электростартёра.
Запас бензина — 6 пудов (≈ 98 кг ≈ 132,4 л). Имелся также бак для воды, который иногда использовался в качестве дополнительного резервуара для топлива.

### Ходовая часть
Ходовая часть бронеавтомобиля — двухосная, с зависимой подвеской на листовых рессорах. Узел крепления задней рессоры имел дополнительную броневую защиту. Колёсная формула — 4×2, с приводом на заднюю ось. Привод — при помощи цепей Галля, защищённых броневыми кожухами. Колёса артиллерийского типа, с деревянными спицами и литыми шинами-бандажами, односкатные на передней оси и двускатные — на задней. Для повышения проходимости на колёса могли надеваться цепи (см. фото выше по тексту).

### Дополнительное оборудование
Внутреннее освещение броневика обеспечивалось электрическими лампами, работавшими от аккумулятора. Напряжение бортовой электросети — 12 В. В случае выхода электросистемы из строя для освещения задействовались обычные керосиновые лампы. Внешнее освещение обеспечивалось парой фар, установленных в носу корпуса и прикрывавшихся в случае надобности бронеколпаками. Некоторые машины комплектовались дополнительной парой фар, а также фарой-прожектором на стойке перед орудийной башней. Для подачи звуковых сигналов служил гудок.

### Экипаж
Экипаж бронеавтомобиля «Гарфорд-Путилов» составлял 8—9 человек, при этом функции членов экипажа могли варьировать. Только у командира машины и водителя обязанности были жёстко определены. Бортовые пулемёты обслуживало по два человека (стрелок и его помощник), хотя в принципе обслуживать пулемёт мог и один человек. Обслуга орудия составляла 2—3 человека (наводчик, заряжающий и, если наличествовал девятый член экипажа, подносчик боеприпасов), причём один из них в случае необходимости вёл огонь из пулемёта, размещённого в орудийной башне. Однако в боевой обстановке одновременное задействование обоих бортовых пулемётов и орудия случалось редко. Поэтому свободные помощники пулемётчиков переключались на обслуживание орудия, необходимость в подносчике боеприпасов отпадала и чаще всего экипаж составлял 8 человек. С момента введения кормового поста управления появился также штатный кормовой водитель, а функции пулемётчиков были несколько изменены — появилась должность начальника пулемётного отделения, «на пулемётах» было оставлено по одному стрелку, а третий пулемётчик в случае необходимости оказывал помощь стрелкам и в ходе боя подавал артиллерийские выстрелы.

## Модернизации и модификации

### Кормовой пост управления
Уже после первых случаев боевого применения «Гарфордов» стало очевидно, что успешное движение задним ходом в боевых условиях является практически невозможным. Водителю было нелегко вести столь тяжёлую и неповоротливую машину, ориентируясь только с помощью боковых зеркал, установленных на корпусе броневика. Логичным выходом было оснастить «Гарфорды» задним постом управления. Уже в середине 1915 года полевые ремонтные мастерские провели несколько «модернизаций», своими силами в кустарных условиях оснастив четыре броневика дублирующими постами управления в корме машины. Примерно в это же время на Путиловский завод поступило распоряжение Комиссии по броневым автомобилям при ГВТУ, предписывающее оборудовать задними постами управления все «Гарфорды», причём как строящиеся на заводе, так и уже имеющиеся в армии. Первый комплект был готов к концу января 1916 года, после чего были проведены его испытания на одном из броневиков. По результатам испытаний Комиссия составила следующий акт:

Задний шофёр сидит у руля боком, прижимая глаз к щели в задней стенке броневого корпуса автомобиля, таким образом при малой щели получается хороший обзор местности. Руль сделан съёмным, для шофёра должно быть устроено особое кресло, которое пока заводом не выполнено. Для передачи команд, изменения скорости, действия на конус (сцепление), тормоз и акселератор от заднего шофёра к переднему имеется переговорная трубка с рупором. Автомобиль прошёл задним ходом вокруг палисадника Михайловской площади… Рассмотреть вопрос о заказе 30 задних рулевых управлений для всех автомобилей имеющихся в Действующей армии, несмотря на то, что у 4-х автомобилей системы «Гарфорд» уже устроены задние управления своими взводами. Задние управления по изготовлению Путиловским заводом будут посланы в Действующую армию вместе с инструкторами Запасной бронероты, которые установят их на месте и обучат личный состав.
В течение 1916 года эта работа постепенно была выполнена.

### «Морские» «Гарфорды»
Заказанные в сентябре 1915 года Морским ведомством «Гарфорды» имели ряд отличий от «армейской» версии. В ряде источников указывается, что вместо стандартной базы использовалось удлинённое шасси нового 5-тонного грузовика Garford Motor Truck Co., обладавшего, видимо, более мощным двигателем (35 л. с.). Это позволило усилить броневую защиту корпуса до 7—9 мм, а башни — до 8—13 мм, хотя конфигурация корпуса при этом осталась прежней. Кроме того, орудийный боекомплект был увеличен до 60 снарядов, а пулемётный — до 36 лент (9000 патронов). В связи с этими изменениями, боевая масса броневика возросла с 8,6 до 11 тонн. Впрочем, в связи с использованием более грузоподъёмного шасси увеличение массы бронеавтомобиля практически не сказалось на его динамических характеристиках.
Все «морские» «Гарфорды» также оснащались кормовыми постами управления.

## Операторы
- Российская империя/ Белое движение
- РСФСР
- Германская империя — 5 машин[28]
- Польша — 3 машины[28]
- Латвия — по крайней мере 1 машина[28]
- Эстония — 1 машина[28]
- Румыния — 1 машина[28]

## Эксплуатация и боевое применение

### Штатно-организационная структура
Бронеавтомобили поступали на вооружение автомобильных пулемётных взводов (АПВ) согласно штату № 20. В соответствии со штатной структурой, каждое такое подразделение состояло из двух пулемётных бронеавтомобилей типа «Остин» и одной пушечно-пулемётной машины типа «Гарфорд» (некоторые взводы имели по три пулемётных броневика), а также вспомогательно-технических грузовиков, легковых автомобилей, автоцистерны, моторизованной мастерской и мотоциклов.

Всего «армейские» «Гарфорды» находились на вооружении тридцати авто-пулемётных взводов. Практически каждому бронеавтомобилю в АПВ присваивалось имя собственное. В частности, известны следующие имена броневиков:

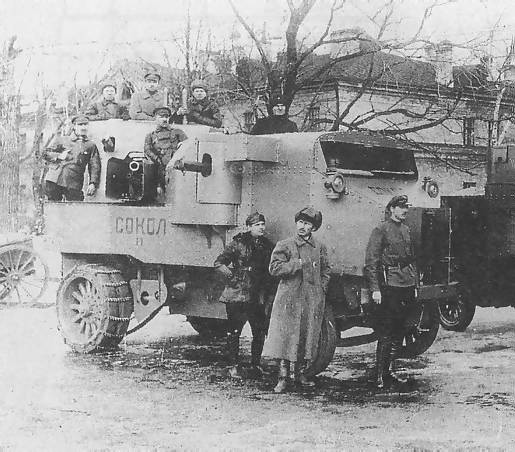
Бронеавтомобиль «Гарфорд-Путилов» «Сокол» морской модификации, весна 1917 года.

5-й взвод — «Бессмертный» (либо «Бесстрашный»),
6-й взвод — «Сибиряк»,
12-й — «Святогор»,
14-й — «Добрыня»,
15-й — «Грозный»,
16-й — «Забайкалец»,
17-й — «Колыванец»,
18-й — «Рокот»,
19-й — «Пушкарь»,
20-й — «Громобой»,
21-й — «Витязь»,
22-й — «Михайловец»,
24-й — «Граф Румянцев»,
26-й — «Чудовище»,
28-й — «Решительный»,
32-й — «Забавный»,
34-й — «Дракон»,
36-й — «Баян».
Имена машин взводов 7—11, 13, 23, 25, 27, 29—31, 33 и 35-го на данный момент остаются неизвестными.
«Морские» «Гарфорды» действовали в составе Броневого артиллерийского дивизиона сухопутного фронта Морской крепости Петра Великого. Многие из них также имели имена собственные.

### Первая мировая война
Начиная с 1915 года, бронеавтомобили типа «Гарфорд-Путилов» использовались частями русской армии практически на всех участках русско-германского фронта Первой мировой войны. Несмотря на довольно слабые ходовые характеристики, в особенности вне дорог на мягких грунтах, «Гарфорды» пользовались популярностью в войсках, в первую очередь из-за мощного 76-мм противоштурмового орудия. Во многих изданиях приводятся следующие выдержки рапортов командиров АПВ, воевавших на фронте в 1915 году:

В ночь с 20 на 21 октября вверенный мне взвод под моим руководством принимал участие в усиленной рекогносцировке 408-го полка. Согласно указаниям командира полка орудийный автомобиль «Грозный» и пулемётный «Адский» должны были поддержать атаку полка в момент подхода к заграждению противника. Получив по телефону приказание выдвинуть автомобили, мною были даны указания командиру «Грозного» подпоручику Тер-Акопову и командиру «Адского» подпоручику Исаеву относительно боевых действий. «Грозный» и «Адский» были выдвинуты одновременно. Подъехав к окопам противника, «Грозный» открыл огонь, открыть же пулемётный огонь не представлялось возможным ввиду возможного поражения наших войск.
Во время боя «Грозный» и «Адский» находились под сильным артиллерийским и пулемётным огнём противника. По окончании рекогносцировки свои войска начали отходить за р. Путиловку, «Грозному» же мною было приказано орудийным огнём прикрыть отход наших войск и противодействовать переходу противника в контрнаступление. Считаю действия чинов взвода достойными награждения.— гвардии капитан Платковский, командир 15-го АПВ.

«Громобою» пришлось пройти около 70 вёрст, причём он шёл молодцом, беря крутые подъёмы шутя, например у д. Подгорица. Этот подъём в два раза сильнее Пулковского.— поручик Краснопольский, командир пушечного отделения 20-го АПВ.

С занятием д. Теофиполки прибыл на западную окраину автомобиль «Пушкарь» под командой штабс-капитана Шульца и поручика Плешкова. «Пушкарь» обстрелял наблюдательный артиллерийский пункт противника у д. Викторовка, после чего огонь вражеской артиллерии прекратился. Заметив колонну конницы с конной батареей, двигающуюся на юг, «Пушкарь» открыл по ней огонь, после чего колонна свернула назад и на карьере ушла… Следующим огнём «Пушкаря» был разогнан окапывающийся противник на гребне северо-западнее Викторовки.— штабс-капитан Шульц, командир 19-го АПВ.

Пушка в броневых частях необходима. Существующая 3-дм пушка по своим баллистическим качествам незаменима. Несмотря на большую обузу, которую представляет «Гарфорд», благодаря его малой мощности и тихоходности, по сравнению с остальной боевой частью взвода, приходится, отдавая предпочтение тактической стороне вопроса, прийти к заключению о необходимости продолжать выдавать во взводы бронеавтомобили «Гарфорд» при непременном условии постановки заднего рулевого управления.— капитан Цветковский, командир 13-го АПВ.
«Морские» «Гарфорды» принимали активное участие в боях под Ревелем (сегодняшний Таллин) на завершающем этапе Первой мировой войны. Например, приданные 1-му Сибирскому стрелковому корпусу машины «морской» модификации под именами «Ревелец» и «Непобедимый» вплоть до конца 1917 года поддерживали 11-й и 77-й стрелковые полки, оборонявшиеся у населенных пунктов Олай, Ролбум, Боренберг и Раденпрайс. Впоследствии, из-за развала армии и общего отступления, оба бронеавтомобиля были брошены, причём «Непобедимый» достался немцам в практически исправном состоянии и после небольшого ремонта был вновь введён в строй. В первых числах октября 1917 года два «Гарфорда» морской модификации принимали участие в Моонзундском сражении, в ходе которого поддерживали Морской «батальон смерти» капитана 1 ранга П. Шишко, оборонявший Ориссаарскую дамбу. В ходе отступления оба броневика были взорваны во избежание их захвата противником.
Интересно, что даже будучи активно используемы в боях, «Гарфорды» не несли высоких потерь. В августе 1916 года командиры АПВ рапортовали, что «…участвовавшие в боях „Гарфорды“ все изранены (попадания пуль, разрывных пуль и осколков), но пробоин нет. Бывали случаи в боях, что „Гарфорды“ подъезжали на 200 и менее шагов…» На начало 1917 года безвозвратные потери «Гарфордов» составили лишь 7 машин из 48, то есть около 15 %.

### Гражданская война

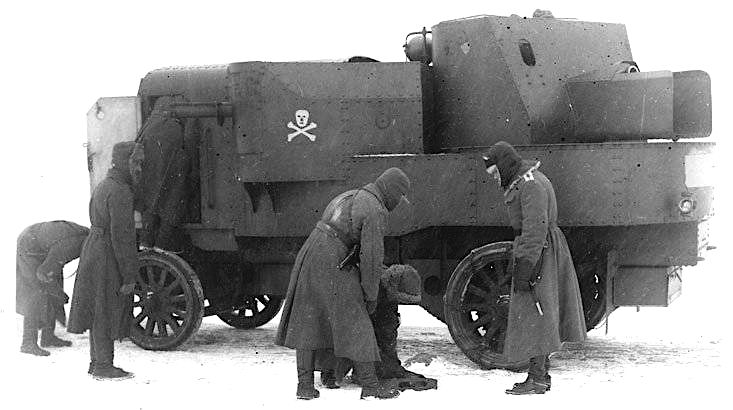
Бронеавтомобиль «Гарфорд-Путилов» на фронте, 1917 год. На борту череп со скрещёнными костями — «Адамова голова», эмблема «Частей смерти».

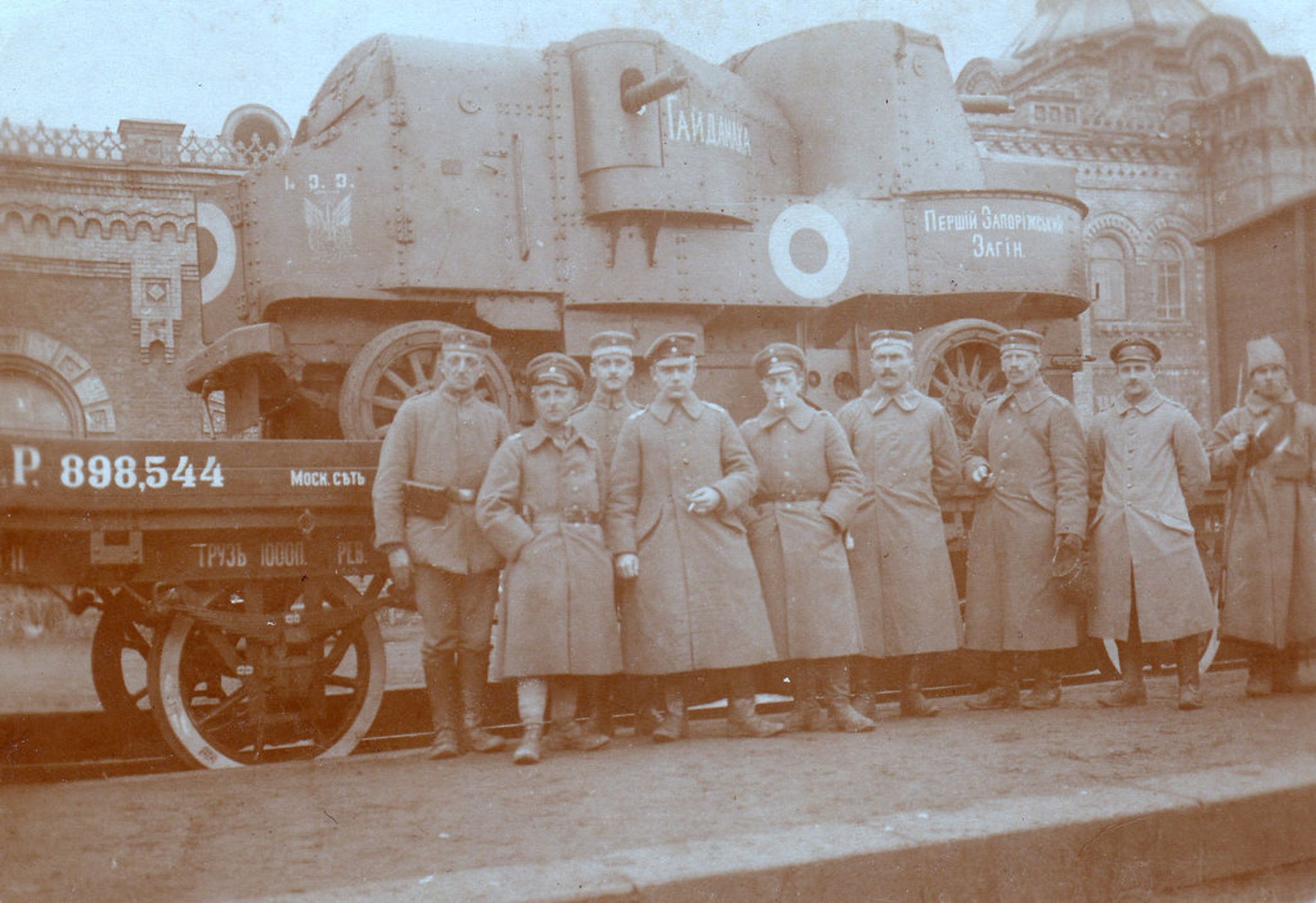
«Гарфорд-Путилов» Отдельного Запорожского отряда Армии УНР, получивший имя собственное «Гайдамака». Лето-осень 1918 года. На левом носовом бронелисте видна полустёртая эмблема бронеавтомобильных частей Русской Императорской армии.

После Февральской революции и начала деструктивных процессов в армии «Гарфорды» стали постепенно отзываться с фронтов. Позднее, с приходом к власти большевиков, бронеавтомобили «Гарфорд-Путилов», как и прочая имевшаяся в войсках бронетехника, были быстро растасканы противоборствующими сторонами, однако большая их часть досталась большевикам. Одним из первых фактов использования «Гарфордов» в Гражданской войне можно считать Ярославское восстание, начавшееся в июле 1918 года. Несмотря на небольшие силы, повстанцы в лице добровольцев и отрядов местной милиции смогли за несколько дней установить контроль над Ярославлем, полностью очистив его от большевиков. 6 июля к ним присоединился бронедивизион поручика Супонина, включавший 25 офицеров, несколько пулемётов и два броневика «Гарфорд-Путилов». Однако, несмотря на первоначальный успех, восстание не получило должной поддержки частей Белой армии, действовавших в тот момент в центральной части России. К 12 июля «красные» подтянули к городу тяжёлую артиллерию и бронепоезда и начали планомерную осаду города. Была задействована даже авиация. «Гарфорды» повстанцев использовались при обороне города в качестве подвижных огневых точек, однако недостаток боеприпасов не позволил им действовать эффективно. Ярославль пал 21 июля. Повстанческие «Гарфорды», скорее всего, были захвачены частями РККА.
Впоследствии «Гарфорды» участвовали практически во всех крупных операциях Гражданской войны, причём с обеих сторон. Многие машины были переименованы в соответствии с предпочтениями их обладателей — против броневиков с именами «Карл Маркс» и «Троцкий» вполне могли воевать «Корниловец» и «Дроздовец».
В 1920 году в составе 42-го сводно-тяжёлого автоброневого пластунского отряда РККА, действовавшего на Каховском плацдарме, находилось сразу шесть «Гарфордов» («Антихрист», «Мощный», «Красный богатырь», «Пугачёв» и две машины с неизвестными названиями). В условиях плотной обороны, вообще нехарактерной для Гражданской войны, «Гарфорды» 42-го АБО использовались «красными» в качестве мобильного противотанкового резерва — в распоряжении «белых» имелись британские танки. Именно здесь 14 октября 1920 года состоялся единственный за время Гражданской войны бой между бронетехникой РККА и Белых армий. После артиллерийской подготовки на позиции Красных двинулись 12 танков Белых, встретив ожесточенный огонь противотанковой артиллерии были понесены первые потери, но все же несколько танков смогли прорвать оборону и выйти в тылы обороняющихся, вот тут то они и встретились с «Гарфордами» 42-го АБО. В самом начале боя бронеавтомобиль с собственным именем «Антихрист» поразил танк «Генералиссимус Суворов», в след за ним был подбит танк «За Русь святую», после чего остальные танки, видя что остались без поддержки пехоты отступили. Закрепить успех Белым не удалось, к полудню они были отброшены на исходную позицию, потеряв в этой атаке 7 танков. Таким образом бронеавтомобили «Гарфорд» РККА, по сути, одержали победу в единственном сражении Гражданской войны бронетехники против бронетехники, хотя по крайней мере один из шести «Гарфордов» 42-го АБО был подбит. Кроме того, известно о нахождении в составе оборонявших плацдарм войск ещё одного «Гарфорда» и, вероятно, пушечного бронеавтомобиля «Мгебров-Уайт».
С поражениями белых армий всё больше «Гарфордов» оказывалось в руках РККА, и в конечном итоге из 48 построенных бронеавтомобилей в Красной армии оказалось не менее 30, как «армейской», так и «морской» модификаций.

### После Гражданской войны
Если к концу Гражданской войны в частях РККА находилось 30 броневиков типа «Гарфорд-Путилов», то по состоянию на декабрь 1921 года их число сократилось до 26, из них 15 было на ходу и 11 — в ремонте. Почти все бронеавтомобили были сильно изношены, в особенности — ходовые части: сказывалось полное отсутствие запчастей, которые пришлось бы закупать за границей. Ввиду этого, в 1923 году было принято решение полностью сменить ходовую часть машин и поставить их на железнодорожный ход, превратив тем самым в бронедрезины. Это задание поручили Брянскому машиностроительному заводу, куда был доставлен 21 «Гарфорд» (правда, неизвестно, были ли все они переоборудованы).
В 1931 году комиссия АБТУ вынесла постановление о разбронировке и утилизации всех бронемашин устаревших типов. Под постановление подпадали и «Гарфорды». Правда, как ни странно, в постановлении фигурируют данные о 27 броневиках типа «Гарфорд-Путилов», что плохо согласуется с данными 1921 и 1923 годов (26 и 21 машина соответственно). Есть основания полагать, что число броневиков, указанное в 1931 году, заслуживает наибольшего доверия — возможно, в более ранних донесениях просто не были учтены все «Гарфорды», имевшиеся в войсках. Но так или иначе, в течение 1930-х годов все «Гарфорды» были разобраны, годные броня и шасси передавались для использования в РККА, а негодные направлялись в Военнофондобюро.
В ряде изданий встречается информация о применении броневиков «Гарфорд-Путилов» частями РККА в ходе Великой Отечественной войны. На это косвенно указывают несколько немецких фотографий, на которых запечатлены трофейные «Гарфорды», причём как исправные, так и подбитые. Однако, поскольку установление времени и мест съёмок не является возможным, есть основания предполагать, что на снимках изображены «Гарфорды», захваченные германской армией ещё в ходе Первой мировой войны.

### Трофейные машины
В течение Первой мировой и Гражданской войн несколько «Гарфордов» досталось странам-противникам России, а также странам, образовавшимся после развала Российской империи.

#### Германия
В ходе боевых действий 1916—1918 годов немецкие войска захватили по меньшей мере пять «Гарфордов». Трофейные машины были отправлены в тыл для ремонта. По крайней мере три «Гарфорда» были перевооружены немецкими пулемётами (вероятно, MG-08) и включены в состав немецкой броневой дивизии «Kokampf». В период революционных событий в Германии (1918—1921), эти «Гарфорды» использовались при подавлении коммунистических мятежей в крупных немецких городах. В частности, в начале 1919 года «Гарфорды» участвовали в боевых действиях в Берлине. Впоследствии, после принятия на вооружение бронемашин собственного производства, «Гарфорды» немецкой армии были отправлены на склады и через какое-то время утилизованы.
Трофейные «Гарфорды» запечатлены на ряде немецких фотографий. Чаще всего встречаются фото брошенного русскими войсками броневика морской модификации под именем «Непобедимый».
| |                                                               |
| Трофейный «Гарфорд-Путилов» в немецкой армии. Дивизия «Kokampf», Берлин, весна 1919 года. Броневик перевооружён немецкими пулемётами MG.08 | Бронеавтомобиль «Гарфорд-Путилов» в частях фрайкора, 1919 год |

#### Польша

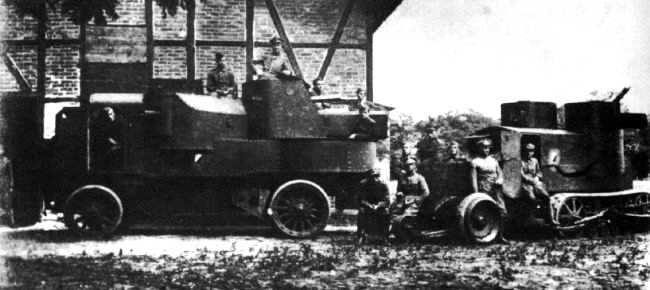
Трофейные «Гарфорд-Путилов» (вероятно, «Dziadek») и «Остин-Кегресс» в польской армии. Осень 1921 года.

В процессе развала Российской империи и последовавшей за этим Советско-польской войны полякам досталось внушительное количество военного имущества бывшей русской армии, среди которого были и три броневика «Гарфорд-Путилов».
Первый «Гарфорд» («Баян», армейской модификации) был захвачен польской армией в феврале 1919 года в районе Владимир-Волынский — Ковель. В польской армии этот броневик получил весьма ироничное имя «Дед» (пол. «Dziadek»). Почти сразу на базе этого «Гарфорда» был сформирован броневой взвод «Дед» (пол. Pluton Pancerny «Dziadek»). 21 марта 1920 года при отражении наступления 58-й стрелковой дивизии под Житомиром экипажу «Деда» удалось подбить принадлежащий РККА полугусеничный бронеавтомобиль «Остин-Кегресс», который также стал польским трофеем. Правда, уже 26 марта под Коростышевым «Дед» сам был подбит артиллерией и ненадолго вышел из строя. Вероятно, этот же «Гарфорд» 26 апреля 1920 года участвовал в охоте за «красным» «Остином», ворвавшимся в Житомир и в одиночку ведшим бой против превосходящих сил поляков.
Второй бронеавтомобиль был захвачен примерно в это же время и также вошёл в состав Броневого взвода, получив название «Zagłoba» (в честь персонажа романа «Огнём и мечом» Г. Сенкевича). 
Третья машина, «Гарфорд» морской модификации под названием «Уралец», досталась полякам в бою на трассе Бобруйск — Могилёв у деревни Столопище. Причём по польским данным во время атаки пехоты им удалось уничтожить бронеавтомобили РККА «Фиат» и «Ланчестер», а также повредить ещё одну машину. «Гарфорд» же был захвачен после того, как съехал в овраг и не смог самостоятельно из него выбраться. Поляки извлекли его и отбуксировали в Бобруйск, где отремонтировали. Позднее броневик, получивший имя «Generał Szeptycki», был включён в состав WPSP (пол. Wielkopolski pluton samochodów pancernych, Великопольский взвод бронеавтомобилей). Через некоторое время «Generał Szeptycki» был отправлен в Варшаву, где находился в распоряжении 3-го бронеавтомобильного дивизиона, а в 1921 году бронеавтомобиль попал в Гродно. 
Согласно описям материальной части, в 1925 году все три машины были перебазированы в Краков, где они вошли в состав 5-го бронеавтомобильного дивизиона. Но к этому времени броневики были уже сильно изношены, и в 1927 году «Гарфорды» были сняты с вооружения польской армии, а в начале 1930-х постепенно разобраны.

#### Латвия

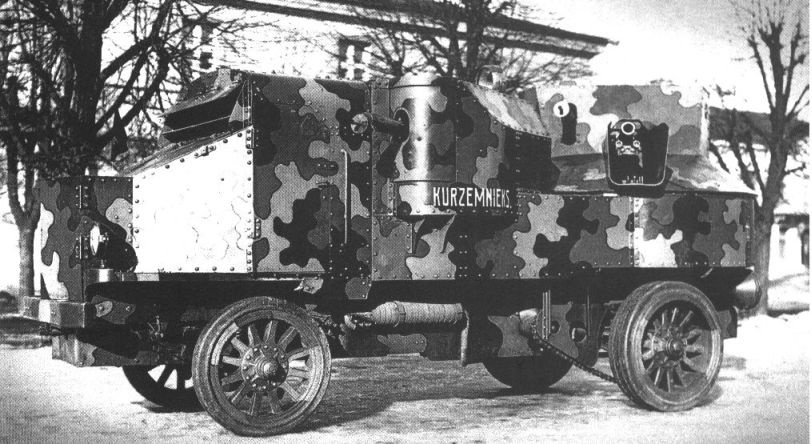
Трофейный «Гарфорд-Путилов» «Kurzemnieks» в латвийской армии. Машина в новой камуфляжной окраске. 1920-е годы.

До сих пор точно не выяснено, каким образом «Гарфорды» попали в руки латышей. По наиболее достоверным сведениям по крайней мере один броневик этого типа был захвачен у РККА во время боёв в ноябре — декабре 1918 года, в процессе попытки российских большевиков установить в отколовшейся от РСФСР Латвии советскую власть. На начальном этапе латышам помогали немцы, и к июню 1919 года частям ландесвера и немецким добровольцам удалось очистить Латвию от «красных» и выйти на территорию Эстонии. Однако вскоре в Латвии возник новый конфликт, теперь уже между бывшими союзниками. Вскоре в районе города Цесис объединённым латышско-эстонским войскам удалось разгромить части ландвера под командованием майора Флетчера.
Однако не прошло и трёх месяцев, как немцы вновь вторглись на территорию Латвии. Теперь это была Западная добровольческая армия генерала Бермондта-Авалова, сформированная в Германии из немецких добровольцев и пленных русских офицеров. Уже 9 октября 1919 года немецкая «Железная дивизия» в ходе успешного наступления вглубь страны вышла на шоссе Митава — Рига. Здесь немецкие части столкнулись с огнём латышского «Гарфорда» под именем «Lāčplēsis», который прикрывал отход своей пехоты. Воспользовавшись тихоходностью машины, один из немецких офицеров-баварцев запрыгнул на него и несколькими выстрелами из пистолета в смотровые щели убил водителя и командира. Потерявший управление бронеавтомобиль скатился в кювет, остальной экипаж сдался в плен. Трофейный «Гарфорд» был сразу же включён в состав немецкого фрайкора и использовался в боях против бывших хозяев на подходах к Риге. Дальнейшие данные расходятся. По одним сведениям, этот бронеавтомобиль был отправлен в Германию, где использовался против восставших «спартаковцев» и впоследствии был благополучно разобран на металл. Согласно другим данным (подкреплённым также фотографиями), после разгрома в ноябре 1919 года Западной добровольческой армии все бронемашины фрайкора, включая бывший «Lāčplēsis», достались латышам, причём «Гарфорд» некоторое время продолжал носить немецкие обозначения и затем был переименован в «Kurzemnieks». Таким образом, латвийская армия всё это время располагала лишь одним «Гарфордом», который, правда, в течение 1919 года дважды менял названия. Впоследствии этот бронеавтомобиль активно использовался латвийской армией, а в начале 1930-х годов в связи с высоким износом был отправлен на временное хранение. Интересно, что в 1940 году, после присоединения Латвии к СССР, законсервированный и в принципе исправный «Гарфорд» был обнаружен советской военной комиссией. Однако, вероятнее всего, затем сильно изношенный броневик пошёл на слом и, следовательно, не мог использоваться в боях 1941 года.

#### Другие страны
Кроме указанных стран, в 1920-х годах по одному «Гарфорду» имелось в распоряжении Эстонии и Румынии. Эстонский «Гарфорд» изначально применялся частями «красных» и был захвачен войсками генерала Юденича при наступлении на Петроград. Впоследствии, при отступлении и эвакуации частей Юденича, этот броневик достался эстонской армии. Румынам же один «Гарфорд» достался «в наследство» от 4-го бронедивизиона русской армии, воевавшего в 1917 году на Румынском фронте.

## Оценка машины
В целом, бронеавтомобили «Гарфорд-Путилов» соответствовали своему времени и в ряду других бронеавтомобилей времён Первой мировой войны выглядят весьма достойно. Низкая проходимость и тихоходность были характерны для пушечных броневиков этого периода — бронированные и тяжеловооружённые грузовики почти всегда оказывались перегружены, а наличие только одного ведущего моста и литые шины на довольно узких колёсах только ухудшали ситуацию. Однако вполне адекватное времени бронирование и — главное — мощная 76-мм противоштурмовая пушка были теми качествами «Гарфорда», за которые военные прощали ему скверные динамические характеристики. В частности, большинство отзывов командиров АПВ в 1916 году сводились к следующим пунктам:

1. 3-дм пушка отличная;
2. граната и шрапнель отличная;
3. необходимо облегчить систему (до 400 пудов);
4. необходимо иметь сильный мотор (более 40 л. с.);
5. необходимо дать скорость до 40 вёрст;
6. необходимо мотор сделать легко доступным для исправления и осмотра.
Таким образом, в плане бронирования и — в особенности — вооружения «Гарфорды» полностью устраивали военных, однако проблема их подвижности и проходимости оставалась открытой вплоть до окончания эксплуатации этих броневиков. Низкие ходовые качества делали практически невозможным сопровождение кавалерии и активное маневрирование, вследствие чего «Гарфорды» в основном использовались, как подвижные огневые точки, либо, как уже упоминалось выше, выдвигались к переднему краю позиций противника, обстреливали его и отходили назад. Броневики действительно обладали немалой по тем временам огневой мощью и при такой тактике применения были весьма эффективны. В редких случаях броневики сопровождали наступающую пехоту, однако о преодолении «Гарфордами» каких-либо укреплений противника (кроме, разве что, колючей проволоки) не могло быть и речи. «Гарфорд» напрочь застревал даже в небольшом окопе и часто оказывался неспособен взобраться по сколько-нибудь крутому склону. Это, в свою очередь, диктовало высокие требования к квалификации командира и водителя, которые должны были проявлять повышенную осторожность и осмотрительность.
Немаловажным является также тот факт, что «Гарфорды» были надёжны в эксплуатации и отличались добротностью изготовления. Об этом говорит хотя бы тот факт, что в условиях войны и революции, то есть почти полного отсутствия иностранных запчастей и возможности квалифицированного ремонта, «Гарфорды» продолжали активно использоваться и практически не несли потерь от технических неисправностей.

## Сохранившиеся экземпляры
Ни один экземпляр бронеавтомобиля «Гарфорд-Путилов» до наших дней не сохранился. В музее «Лошадиная сила» (Санкт-Петербург) имеется полноразмерный макет-копия бронеавтомобиля.
Кроме того, в экспозиции Военно-исторического музея артиллерии, инженерных войск и войск связи в Санкт-Петербурге имеется 76-мм противоштурмовая пушка обр. 1910 года на тумбовой установке, аналогичная той, что использовалась на «Гарфордах».

## Машина в массовой культуре
В индустрии компьютерных игр бронеавтомобиль «Гарфорд-Путилов» представлен весьма слабо, что, впрочем, во многом определяется малым количеством игр, посвящённых Первой мировой войне. В частности, броневик присутствует в дополнении к игре Battlefield 1 (2016) под названием «Во имя царя». Он используется в разделе бронетехники и имеет 3 модификации. Также есть в качестве юнита в игре «Первая мировая», военной стратегии в реальном времени, созданной на базе движка известной игры «Блицкриг». Отображение характеристик броневика довольно далеко от реальности, однако высокая огневая мощь юнита вполне оправдана. Также этот бронеавтомобиль представлен в глобальной стратегии «Агрессия» (возможность создавать «Гарфорд-Путилов» игрок получает при разработке технологии «Ранний танк»). Планируется, что бронеавтомобиль также будет представлен в посвящённом Первой мировой войне модификации «WWI» для компьютерной игры «В тылу врага 2: Лис пустыни» в составе вооружения Русской императорской армии.
Присутствует в видеоигре War Thunder в качестве награды за событие 1 апреля 2025. 
В индустрии стендового моделизма броневик практически отсутствует. Все существующие модели-копии выпускаются из эпоксидной смолы относительно малыми тиражами. В масштабе 1:35 модель выпускается польской фирмой «Armo» (номер по каталогу Armo 35023). Качество отливок весьма высоко, но моделисты высказывают претензии к степени соответствия модели оригиналу. Также выпускаются модели в масштабе 1:55 (фирма Сopplestone Сastings, номер по каталогу K55), 1:72 (фирма Modelkrak, номер по каталогу MKA-7201) и 1:76 (фирма Cromvell, номер по каталогу GW1).
В 1980 году в польском журнале «Mały Modelarz» № 10/1980 был выпущен комплект выкроек для сборки бумажной модели броневика в неопределённом масштабе (близком к 1:30). В свободном доступе также имеются бумажные выкройки сайта Paperpanzer.co.uk для сборки «Гарфорда» в масштабе 1:72. Также выпускался достаточно детальный бумажный набор выкроек в масштабе 1:35 издательством «Барс».